# H・X・マイヨ
H・X・マイヨ（H. X. Maillot、1831年4月14日 - 1874年8月14日）は、明治時代にお雇い外国人として来日したフランスの教育者である。

## 経歴・人物
エロー県出身。1870年（明治3年）、日本政府の招聘により来日した。
大学南校（現在の東京大学）に雇われ、そこでフランス語及び窮理学の教鞭を執った。同学校が東京開成学校に改称されてからは専門分野を重視するため、物理学や工学等理系科目を主とした学問の教鞭を執った。これによって、日本でのフランス式工業の普及に携わった。
滞日中の1874年（明治7年）、横浜市内のホテルで急逝し横浜外国人墓地に葬られた。